# Paratrechalea julyae
Paratrechalea julyae är en spindelart som beskrevs av Silva och Arno Antonio Lise 2006. Paratrechalea julyae ingår i släktet Paratrechalea och familjen Trechaleidae. Inga underarter finns listade i Catalogue of Life.